# Vlag van Panevėžys

Vlag van Panevėžys

De vlag van Panevėžys, een district van Litouwen, bestaat net als alle negen andere Litouwse districtsvlaggen uit een egaal veld met daarin een regionaal symbool, omringd door een blauwe rand met daarin tien gouden Vytiskruizen. De kruizen verwijzen naar de tien Litouwse districten en hun positie binnen Litouwen. De vlag is, net als alle andere districtsvlaggen, vastgelegd door de Heraldische Commissie van het Ministerie van Binnenlandse Zaken; dit gebeurde in 2004.
Het regionale embleem in het midden van de vlag is een zilveren veld, op een rode gekanteelde voet, rijdend op een zwart paard, een ridder in hetzelfde harnas, met een rode pluim op zijn helm en een blauw schild, waarop een gouden Litouws dubbelkruis staat.